# Nieuwe Markt (Kampen)
Nieuwe Markt is een plein in het centrum van de Nederlandse stad Kampen tussen de Buiten Nieuwstraat en de Gasthuisstraat tot de Burgwal.
Tegenwoordig is het plein in gebruik als parkeerplaats. Op maandag wordt de maandagmarkt op het plein gehouden.

## Historie
Oorspronkelijk was het gebied in gebruik als moestuin van het Minderbroederklooster.
Het stadsbestuur besloot in 1627 tot aanleg van een plein aan de stadsgracht de Burgel waar markten en evenementen konden worden georganiseerd.
Sinds 1872 staat op het plein een muziekpaviljoen, waar onder andere tijdens Koninginnedag door schoolkinderen wordt gezongen.
Botermarkt ·
Broederweg ·
Buiten Nieuwstraat ·
Burgwal ·
Burgwalstraat ·
Gasthuisstraat ·
Geerstraat ·
Groenestraat ·
Kerkstraat ·
Koornmarkt ·
Muntplein ·
Nieuwe Markt ·
Oude Raadhuisplein ·
Oudestraat ·
Plantage ·
Van Heutszplein ·
Vloeddijk ·
Voorstraat ·
IJsselkade